# 我的英雄學院 唯我正義
《我的英雄學院 唯我正義》（又译作）是PlayStation 4和任天堂Switch平台上的动作游戏，於2018年8月23日發行。改编自堀越耕平原作动漫《我的英雄学院》，由万代南梦宫发售。

## 登場角色
遊戲共有23個可選角色。
- 人人為我
- 歐爾麥特
- 荼毘
- 上鳴電氣
- 切島銳兒郎
- 奮進人（DLC）
- 常闇踏陰
- 經典老爺車
- 渡我被身子
- 夜嵐稻佐（DLC）
- 綠谷出久
- 綠谷出久（射擊風格）（DLC）
- 爆豪勝己
- 耳郎響香
- 八百萬百
- 爆肌
- 麗日御茶子
- 相澤消太
- 轟焦凍
- 污點
- 飯田天哉
- 死柄木吊
- 蛙吹梅雨